# Sh2-302
Sh2-302 (également connue sous le nom de Gum 6) est une nébuleuse en émission visible dans la constellation de la Poupe.
Elle est située dans la partie nord-ouest de la constellation, exactement à 11° à l'est de Sirius, l'étoile la plus brillante du ciel nocturne. Elle peut être observée et photographiée avec des instruments amateurs de grande puissance, à l'aide de filtres spéciaux. La période la plus favorable pour son observation dans le ciel du soir se situe entre les mois de décembre et avril et sa déclinaison sud la rend plus facilement observable depuis les régions du sud.
Il s'agit d'une région H II étendue sur environ 11 pc (∼35,9 al). Elle est traversée par une bande sombre du côté sud-est et fait partie d'un complexe nébuleux moléculaire situé sur le bord le plus externe du bras d'Orion, ou dans une structure située entre celui-ci et le bras de Persée le plus externe, à une distance d'environ 1 800 pc (∼5 870 al), en direction de la vaste superbulle connue sous le nom de GS234-02, dont elle ne ferait cependant pas partie car cette dernière est plus de deux fois plus éloignée. Ce nuage contient en son sein un jet bipolaire moléculaire coïncidant avec la source infrarouge IRAS 07299-1651, probablement généré par une protoétoile très massive provenant de l'impact entre la région ionisée et le nuage moléculaire environnant. D'autres phénomènes de formation d'étoiles sont démontrés par la présence d'un petit amas ouvert mesurant seulement 0,1 parsec, composé d'une vingtaine d'étoiles et situé à faible distance de la source IRAS. Sur le bord est de la nébuleuse, une petite partie de la poussière est éclairée par une étoile de dixième magnitude, formant la nébuleuse par réflexion cataloguée sous le nom de vdB 97.